# Нишани
Нишани (пољ. Nysanie, рус. Нишане) су били средњовековно западнословенско племе које је било део племенског савеза Лужичких Срба. Насељавали су слив реке Лабе у близини Дрездена. Највероватније су били у савезу са Гломачима. Покорило их је Свето римско царство између 928. и 929. године, а њихова земља је ушла у састав Мајсенске марке.